# Юшин, Александр Юрьевич
Алекса́ндр Ю́рьевич Ю́шин (род. 4 апреля 1995, Москва) — российский футболист, нападающий московского «Торпедо».

## Клубная карьера
Родился в Москве. 
В 2001 году начал заниматься футболом в академии московского «Спартака», первый тренер Андрей Пятницкий. В период с 2008 года по 2012 год выступал за ДЮСШ московских «Крыльев Советов» и СДЮШОР «Спартак-2». В марте 2012 года вернулся в академию «Спартака». 
В 2014 году пополнил состав любительской команды «Авента-2000». 
В январе 2015 года перешёл в македонский «Тетекс», однако не был заявлен и в официальных матчах участие не принял.
14 августа 2015 года присоединился к армянскому клубу «Улисс». 30 августа 2015 года в матче чемпионата Армении против «Мики» дебютировал в профессиональном футболе.
29 января 2016 года подписал контракт с белорусским клубом «Белшина». 2 апреля 2016 года сыграл дебютный матч в чемпионате Беларуси против клуба «Крумкачи».
В январе 2017 года перешёл в московский «Металлург». Летом 2017 года пополнил состав ФШМ. 
15 февраля 2018 года подписал контракт с клубом «Калуга». 24 апреля 2018 года в матче против московского «Торпедо» дебютировал в первенстве ПФЛ.
10 августа 2018 года присоединился к новомосковскому «Химику».
18 февраля 2019 года вернулся в «Белшину». В сезоне 2019 с клубом стал победителем Первой лиги, также стал лучшим бомбардиром турнира (26 голов).
22 февраля 2020 года перешёл в «Нефтехимик». 15 марта 2020 года в матче против клуба «Химки» дебютировал в первенстве ФНЛ.
12 января 2022 года был куплен клубом «Урал». 7 марта 2022 года в матче против «Краснодара» дебютировал в чемпионате России.
2 февраля 2024 года на правах свободного агента перешёл в «Родину».
10 января 2025 года присоединился к московскому «Торпедо». В сезоне 2024/25 с клубом стал серебряным призёром Первой лиги.

## Карьера в сборной
В августе 2023 года был вызван в сборную России. 12 сентября 2023 года дебютировал за неё в неофициальном матче против сборной Катара (1:1).

## Статистика выступлений
| Выступление          | Выступление      | Выступление      | Лига | Лига | Кубки | Кубки | Еврокубки | Еврокубки | Стыковые матчи | Стыковые матчи | Итого | Итого |
| Клуб                 | Лига             | Сезон            | Игры | Голы | Игры  | Голы  | Игры      | Голы      | Игры           | Голы           | Игры  | Голы  |
| -------------------- | ---------------- | ---------------- | ---- | ---- | ----- | ----- | --------- | --------- | -------------- | -------------- | ----- | ----- |
| Улисс                | АПЛ              | 2015/16          | 6    | 1    | 1     | 0     | 0         | 0         | —              | —              | 7     | 1     |
| Улисс                | Итого            | Итого            | 6    | 1    | 1     | 0     | 0         | 0         | —              | —              | 7     | 1     |
| Белшина              | Высшая лига      | 2016             | 21   | 1    | 1     | 1     | —         | —         | —              | —              | 22    | 2     |
| Белшина              | Итого            | Итого            | 21   | 1    | 1     | 1     | —         | —         | —              | —              | 22    | 2     |
| Калуга               | ПФЛ              | 2017/18          | 9    | 3    | 0     | 0     | —         | —         | —              | —              | 9     | 3     |
| Калуга               | Итого            | Итого            | 9    | 3    | 0     | 0     | —         | —         | —              | —              | 9     | 3     |
| Химик (Новомосковск) | ПФЛ              | 2018/19          | 13   | 2    | 0     | 0     | —         | —         | —              | —              | 13    | 2     |
| Химик (Новомосковск) | Итого            | Итого            | 13   | 2    | 0     | 0     | —         | —         | —              | —              | 13    | 2     |
| Белшина              | Первая лига      | 2019             | 27   | 26   | 3     | 1     | —         | —         | —              | —              | 30    | 27    |
| Белшина              | Итого            | Итого            | 27   | 26   | 3     | 1     | —         | —         | —              | —              | 30    | 27    |
| Нефтехимик           | ФНЛ              | 2019/20          | 1    | 0    | 0     | 0     | —         | —         | —              | —              | 1     | 0     |
| Нефтехимик           | ФНЛ              | 2020/21          | 32   | 6    | 1     | 0     | —         | —         | —              | —              | 33    | 6     |
| Нефтехимик           | Первый дивизион  | 2021/22          | 25   | 18   | 1     | 0     | —         | —         | —              | —              | 26    | 18    |
| Нефтехимик           | Итого            | Итого            | 58   | 24   | 2     | 0     | —         | —         | —              | —              | 60    | 24    |
| Урал                 | РПЛ              | 2021/22          | 6    | 0    | 0     | 0     | —         | —         | —              | —              | 6     | 0     |
| Урал                 | РПЛ              | 2022/23          | 26   | 5    | 11    | 2     | —         | —         | —              | —              | 37    | 7     |
| Урал                 | РПЛ              | 2023/24          | 13   | 0    | 6     | 1     | —         | —         | 0              | 0              | 19    | 1     |
| Урал                 | Итого            | Итого            | 45   | 5    | 17    | 3     | —         | —         | 0              | 0              | 62    | 8     |
| Родина               | Первая лига      | 2023/24          | 12   | 1    | 1     | 1     | —         | —         | —              | —              | 13    | 2     |
| Родина               | Первая лига      | 2024/25          | 19   | 8    | 0     | 0     | —         | —         | —              | —              | 19    | 8     |
| Родина               | Итого            | Итого            | 31   | 9    | 1     | 1     | —         | —         | —              | —              | 32    | 10    |
| Торпедо (Москва)     | Первая лига      | 2024/25          | 11   | 3    | 0     | 0     | —         | —         | —              | —              | 11    | 3     |
| Торпедо (Москва)     | Первая лига      | 2025/26          | 4    | 0    | 0     | 0     | —         | —         | —              | —              | 4     | 0     |
| Торпедо (Москва)     | Итого            | Итого            | 15   | 3    | 0     | 0     | —         | —         | —              | —              | 15    | 3     |
| Всего за карьеру     | Всего за карьеру | Всего за карьеру | 225  | 74   | 25    | 6     | 0         | 0         | 0              | 0              | 250   | 80    |

## Достижения

### Командные
«Тетекс»
- Финалист Кубка Македонии: 2014/15

«Белшина»
- Победитель Первой лиги: 2019
- Итого : 1 трофей

«Торпедо» (Москва)
- Серебряный призёр Первой лиги: 2024/25

### Личные
- Лучший бомбардир Первой лиги Беларуси: 2019